# Bahnstrecke Vechta–Cloppenburg
| Kursbuchstrecke: | 220g (1951, 1946, 1944) |                          |                          |
| Streckenlänge: | 27,6 km                 |                          |                          |
| Spurweite: | 1435 mm (Normalspur)    |                          |                          |
| |                         |                          |                          |
| \| \| \| von Delmenhorst \| \| \| \| 0,0 \| Vechta \| Vechta \| \| \| \| nach Hesepe \| \| \| \| 3,2 \| Schledehausen \| Schledehausen \| \| \| 4,7 \| Daren \| Daren \| \| \| 7,5 \| Bakum \| Bakum \| \| \| 10,6 \| Vestrup \| Vestrup \| \| \| 13,7 \| Schwichteler \| Schwichteler \| \| \| 16,0 \| Tenstedt \| Tenstedt \| \| \| 17,4 \| Cappeln (Oldb) \| Cappeln (Oldb) \| \| \| 20,5 \| Emstek \| Emstek \| \| \| \| von Oldenburg (Oldb) Hbf \| \| \| \| 27,6 \| Cloppenburg \| Cloppenburg \| \| \| \| nach Osnabrück Hbf \| \| |                         |                          |                          |
| Strecke |                         | von Delmenhorst          | von Delmenhorst          |
| Bahnhof | 0,0                     | Vechta                   | Vechta                   |
| Abzweig ehemals geradeaus und nach links |                         | nach Hesepe              | nach Hesepe              |
| Haltepunkt / Haltestelle (Strecke außer Betrieb) | 3,2                     | Schledehausen            | Schledehausen            |
| Bahnhof (Strecke außer Betrieb) | 4,7                     | Daren                    | Daren                    |
| Bahnhof (Strecke außer Betrieb) | 7,5                     | Bakum                    | Bakum                    |
| Bahnhof (Strecke außer Betrieb) | 10,6                    | Vestrup                  | Vestrup                  |
| Bahnhof (Strecke außer Betrieb) | 13,7                    | Schwichteler             | Schwichteler             |
| Haltepunkt / Haltestelle (Strecke außer Betrieb) | 16,0                    | Tenstedt                 | Tenstedt                 |
| Bahnhof (Strecke außer Betrieb) | 17,4                    | Cappeln (Oldb)           | Cappeln (Oldb)           |
| Bahnhof (Strecke außer Betrieb) | 20,5                    | Emstek                   | Emstek                   |
| Abzweig ehemals geradeaus und von rechts |                         | von Oldenburg (Oldb) Hbf | von Oldenburg (Oldb) Hbf |
| Bahnhof | 27,6                    | Cloppenburg              | Cloppenburg              |
| Strecke |                         | nach Osnabrück Hbf       | nach Osnabrück Hbf       |

Die eingleisige Bahnstrecke Vechta–Cloppenburg lag in Niedersachsen. Erbaut und betrieben wurde sie zunächst durch den Bahnverband Vechta-Cloppenburg, zu dem die späteren Kreise Vechta und Cloppenburg sowie Anliegergemeinden gehörten.
Der Abschnitt Vechta–Schwichteler wurde am 8. Mai 1914 eröffnet, die Verlängerung bis Cloppenburg folgte am 6. Juni 1914. Somit verband die 27,6 km lange Strecke im Oldenburgischen Münsterland die Staatsbahnstrecken Oldenburg–Osnabrück und Delmenhorst–Hesepe.
Der Bahnverband übertrug die Betriebsführung zum 1. September 1949 auf die Deutsche Bundesbahn, NE-Geschäftsstelle Oldenburg. Es kamen aber weiterhin die Fahrzeuge des Bahnverbandes zum Einsatz.
Die Bahn transportierte vornehmlich landwirtschaftliche Güter. Der Personenverkehr war – abgesehen von den Kriegs- und ersten Nachkriegsjahren – recht bescheiden. Ab 5. Oktober 1952 beschränkte sich dieser auf nur einen werktäglichen Güterzug mit Personenbeförderung, dessen Fahrzeit über 90 Minuten betrug. Der Gesamtverkehr wurde am 30. November 1965 eingestellt. Direkt anschließend folgte, ausgehend von der Kreisgrenze bei Darrenkamp der Abbau der Strecke sowohl in Richtung Cloppenburg, als auch in Richtung Vechta.

## = Einzelnachweise
1. ↑  "Einmal am Tag verkehrt bestenfalls ein Bauzug - Trotzdem Geschwindigkeitsbegrenzung am Übergang". In: Nordwestzeitung, Ausgabe "Der Münsterländer" vom 17. März 1966